# Rosa Rojas Castro
Rosa Rojas Castro (Tocaima, 29 de junio de 1919-Bogotá, 22 de octubre de 1959) fue la primera mujer colombiana en obtener un doctorado y la primera abogada del país. 

## Trayectoria
Rosa Rojas Castro nació el 29 de junio de 1919  en Tocaima, en el Departamento de Cundinamarca, ubicado en el centro de Colombia. Tras obtener una licenciatura en letras en el Instituto Alice Block de Bogotá en 1937, se matriculó en cursos de derecho en la Universidad Externado de Colombia. Al completar su doctorado en Derecho y Ciencias Políticas el 14 de junio de 1942, se convirtió en la primera mujer del país en obtener un título universitario. A pesar de cumplir los requisitos para ejercer como abogada, se presentó una demanda cuestionando su derecho a ejercer la abogacía, con el argumento de que si las mujeres no tenían identidad política, no podían ser cargos públicos. Sus profesores fueron su equipo legal y argumentaron con éxito que las mujeres podían ocupar cargos públicos, de tal modo que ella fue la primera abogada del país. El 1 de julio de 1943 fue designada para desempeñarse como Jueza Tercera del Circuito de Bogotá de la Corte Superior.  
La controversia sobre el nombramiento de Rojas se difundió en los periódicos locales y en la radio, con lo que las mujeres profesionales formaron la Unión Femenina de Colombia (UFC) en 1944 para luchar por la igualdad de derechos y oportunidades para las mujeres. Trabajó en los Juzgados Penales de 1943 a 1947 y simultáneamente enseñó en la Universidad Javeriana hasta 1945. En 1947 fue nombrada Jueza de Primera Instancia del Juzgado Penal de Facatativá, donde ejerció hasta su muerte el 22 de octubre de 1959 por encefalitis.  Es recordada como una de las mujeres pioneras que abrió la educación superior y la carrera profesional a las mujeres en Colombia.